# Manufacture nationale de Sèvres

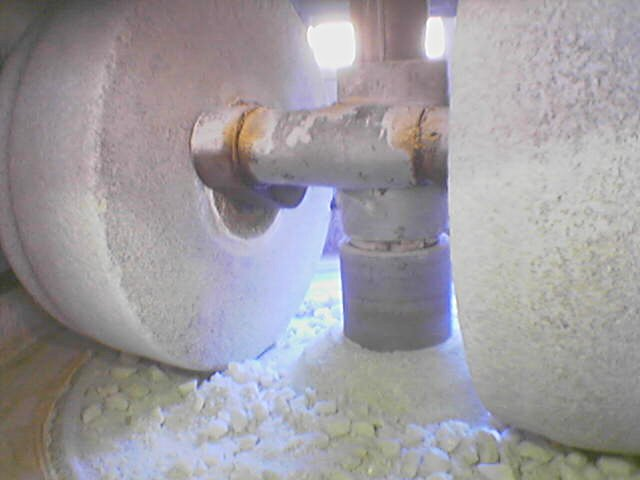
Una macina in pietra per quarzo, feldspato, caolino e altre pietre per la fabbricazione della ceramica

La Manufacture nationale de Sèvres è una delle più celebri manifatture di porcellana in Europa con sede a Sèvres, in Francia.

## Storia

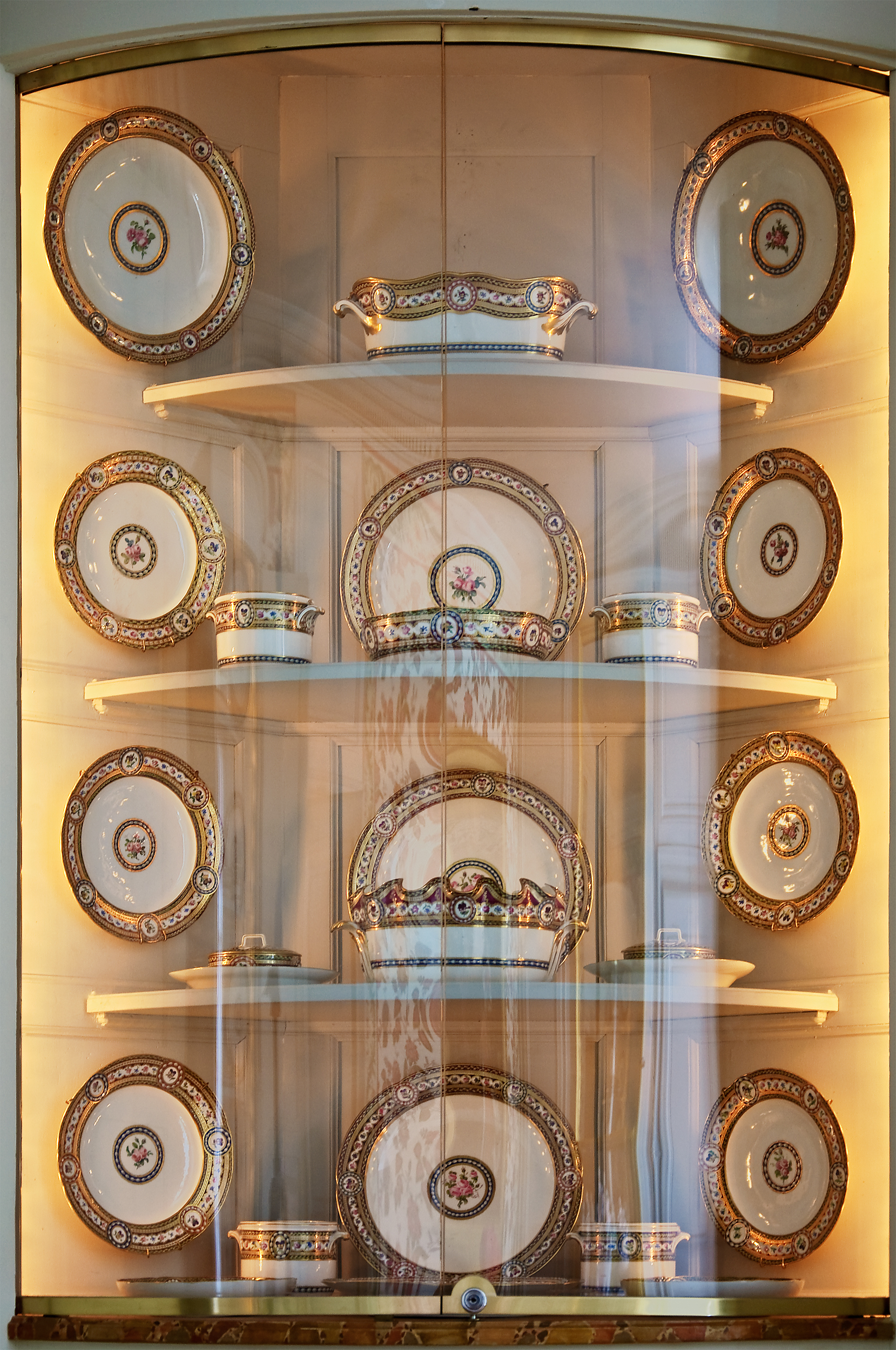
Stoviglie in porcellana di Sèvres (1784) create per la regina Maria Antonietta

Nel 1740 venne fondata una manifattura di porcellana a Vincennes per volontà di Luigi XV e Madame de Pompadour. Trasferita poi a Sèvres nel 1756, questa manifattura fu unita ai beni della Corona nel 1759. In origine, la manifattura produceva una porcellana tenera, ma in seguito alla scoperta nel 1768 da parte di due ricercatori di Sèvres del primo giacimento di caolino sul suolo transalpino, a Saint-Yrieix-la-Perche vicino a Limoges, si cominciò nel 1770 a produrre anche la porcellana dura. La struttura fu, col mutare dei regimi politici, manifattura reale, imperiale e nazionale. Lo splendore di Sèvres ebbe una brusca battuta d'arresto con la violenta crisi economica e i disordini generati dalla Rivoluzione francese. Praticamente in rovina, la manifattura venne dichiarata proprietà del governo e cercò di sopravvivere con una forza lavoro molto ridotta.
All'inizio dell'Ottocento passò in carico alla direzione di Alexandre Brongniart, un uomo con scarsa competenza del settore, ma grande cultura in chimica, botanica, zoologia e geologia. Brongniart applicò la sua non comune cultura e intelligenza a far rinascere la manifattura, che vide rifiorire tanto la qualità del design quanto il livello produttivo. Sèvres si indirizzò infine anche su linee meno esclusive, ma più spendibili presso la ricca borghesia. Riuscì, negli anni, a mantenere tanto il favore della corte, come con Napoleone, quanto a conquistare ampi strati di società, grazie a una qualità che non venne a compromessi nemmeno per le produzioni più semplici e di largo consumo. Furono molti gli artisti famosi che lavorarono per la manifattura, che era di per sé garanzia di altissima ricerca stilistica e poteva pagare i migliori pittori del mercato. Tra di essi ricordiamo Jean-Honoré Fragonard. Sèvres creò anche il primo museo del mondo dedicato esclusivamente alla porcellana, e vi espose tanto veri gioielli di antichità quanto le sue stesse produzioni.
Ancora attiva, la manifattura di Sèvres ha saputo evolversi coi tempi e la sua produzione è principalmente destinata allo Stato, sebbene l'eccezionale qualità dei prodotti attiri molti collezionisti da tutto il mondo. La Manufacture nationale de Sèvres fa parte oggi di un'istituzione pubblica a carattere amministrativo: la Città della ceramica che comprende anche il Museo nazionale di Ceramica di Sèvres e il Museo Adrien Dubouché di Limoges. La Città della ceramica è sotto il controllo del Ministero della Cultura. Essa assicura la diffusione della sua produzione destinata allo stesso tempo ai bisogni dello Stato e a quelli del commercio e si occupa della promozione della ricerca artistica e tecnologica nel campo della ceramica.
La Manifattura nazionale di Sèvres produce tutt'oggi porcellane artistiche, in qualità estremamente limitate, solo 5 000 pezzi all'anno e lavorate con tecniche rigorosamente tradizionali: ancora oggi, tutta la produzione è foggiata e decorata a mano. I modelli che la manifattura possiede sono numerosissimi e con decorazioni molto svariate: servizi, statue, coppe, scatole, ceneriere. Le porcellane di Sèvres sono destinate alla vendita al pubblico e al riassortimento della stoviglieria delle rappresentanze dello Stato francese. Le 170 persone che lavorano alla manifattura di Sèvres sono funzionari dello Stato. Fra queste, i 130 membri del personale tecnico sono ingaggiati su concorso, seguito da corsi triennali di formazione, sia teorici, alla scuola della manifattura, sia pratici, nei diversi reparti di produzione dove i giovani svolgeranno il loro lavoro.
Alla scuola della manifattura i corsi sono i seguenti: disegno artistico, tecnologia, disegno tecnico, modellistica, storia dell'arte. Questi corsi sono accompagnati da altre discipline più generali e si svolgono in 16 ore settimanali. Prove scritte, di pratica e orali concludono i corsi. Per ottenere il certificato finale, l'allievo deve avere i 15/20 di media ai controlli trimestrali, durante l'ultimo anno. Gli esami dell'ultimo anno permettono l'inserimento dell'allievo nella produzione e hanno anche l'equivalenza del baccalauréat.

## Composizione
Nella scuola di Sèvres si possono distinguere due differenti tipi di composizioni.
- Pasta dura di Sèvres Supporto (1839): caolino 73, sabbia micea 24, calcare fine 6,3. Vetrina (1839): pegmatite pura di St. Yrieux.
- Pâte nouvelle di Sèvres Fatta alla Manifattura nazionale di Sèvres dal 1882 circa a oggi. Supporto: caolino 38, quarzo 24, feldspato di potassa 38. Vetrina: quarzo 32, feldspato 36, caolino 17, calcare fine 16, biscottata a bassa temperatura, poi cotta in riduzione a 1 280-1 300 °C.[3]

## Artisti

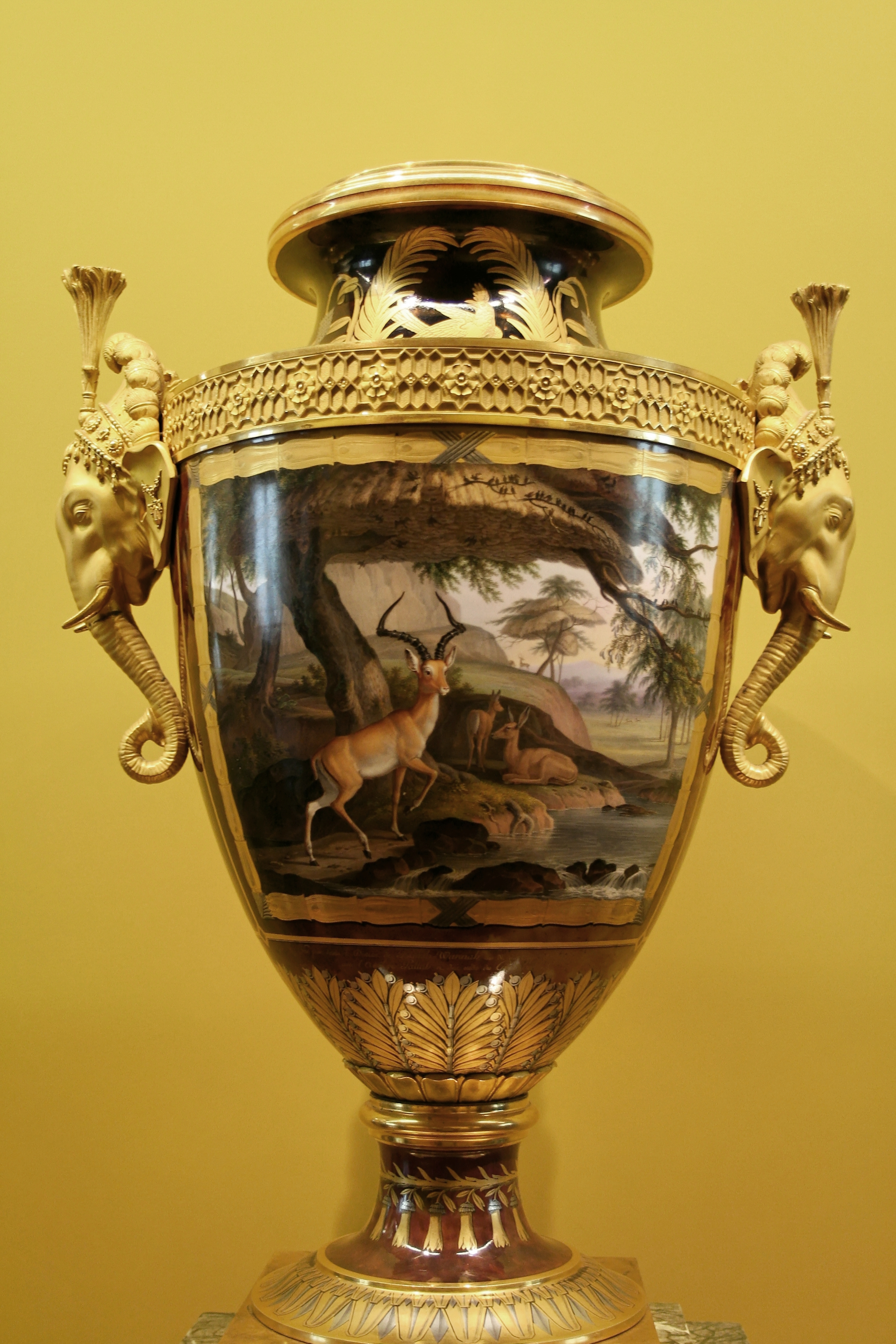
Vaso Clodion offerto da Luigi XVIII al fratello Monsieur (1817)

Per il suo prestigio, la manifattura ha attirato nel tempo alcuni fra i ceramisti migliori, fra cui si ricordano:
- François Boucher
- Jean-Claude Chambellan Duplessis, detto Duplessis padre,
- Étienne Maurice Falconet
- Louis-Simon Boizot
- Alexandre-Théodore Brongniart
- Charles Percier
- Marie-Victoire Jaquotot
- Alexandre-Évariste Fragonard, figlio del celebre pittore
- Auguste Rodin
- Alexandre Sandier
- Hector Guimard
- Jacques-Émile Ruhlmann
- Henri Rapin
- Émile Decoeur
- Jean Mayodon
- Jean Arp
- Étienne Hajdu
- Pierre Alechinsky
- Alexander Calder
- Serge Poliakoff
- François-Xavier Lalanne
- Louttre
- Arthur-Luis Piza
- Pierre Buraglio
- Erik Dietman
- Adrian Saxe
- Betty Woodman
- Lucio Fontana
- Roberto Matta
- Richard Peduzzi
- Ettore Sottsass
- Louise Bourgeois
- Jean-Charles Develly